# Axel Schultz
Axel Carl Schultz (12. februar 1890 i København – 18. september 1974) var en dansk skuespiller.
Han scenedebuterede i 1908 på scenen i Glassalen i Tivoli. Spillede derefter i mange år på Pantomimeteatret i Tivoli og på andre privatteatre i København og på turnere rundt omkring i landet.
Han filmdebuterede i 1909 hos Nordisk Films Kompagni og medvirkede derefter i omkring 13 stumfilm og 3 tonefilm.
Han døde den 18. september 1974 og ligger begravet på Mariebjerg Kirkegård i Gentofte.

## Filmografi
| Stumfilm: - Præsidentens Fald (som en adjudant; instruktør Aage Brandt) - Et Budskab til Napoleon paa Elba (instruktør Viggo Larsen, 1909) - Apachepigens Hævn (som apache; instruktør Carl Alstrup, 1909) - Zigeunersken (instruktør Einar Zangenberg, 1911) - Den Sorte Hætte (instruktør William Augustinus, 1911) - Vildledt Elskov (instruktør August Blom, 1911) - Den farlige Alder (instruktør August Blom, 1911) - Det mørke Punkt (instruktør August Blom, 1911) - Folkets Vilje (instruktør Eduard Schnedler-Sørensen, 1911) - Blodhævnen (som Politipræfekt; ukendt instruktør, 1913) - Under det sorte Flag (som Pedro, en smugler; ukendt instruktør, 1913) - Forskrevet sig til Satan (som den fremmede; ukendt instruktør, 1913) - En Dæmon fra Skovene (som Valentino; ukendt instruktør, 1915) | Tonefilm: - Det begyndte ombord (instruktør Arne Weel, 1937) - Den mandlige Husassistent (som Jensen, Murerformand; instruktør Arne Weel, 1938) - Smedestræde 4 (som kusk; instruktør Arne Weel, 1950) |